# Acquis di Schengen

Stati membri dell'UE e parte dello spazio Schengen (25)
Stati UE che non partecipano a Schengen, ma vincolati ad aderirvi in futuro (Cipro)
Stati UE con deroga a Schengen (Irlanda)
Stati non UE aderenti a Schengen (Islanda, Norvegia, Svizzera, Liechtenstein)
Stati non UE aderenti de facto (Principato di Monaco)
Stati non UE privi di controlli di frontiera (San Marino e Città del Vaticano)

     Stati membri dell'UE e parte dello spazio Schengen (25)
     Stati UE che non partecipano a Schengen, ma vincolati ad aderirvi in futuro (Cipro)
     Stati UE con deroga a Schengen (Irlanda)
     Stati non UE aderenti a Schengen (Islanda, Norvegia, Svizzera, Liechtenstein)
     Stati non UE aderenti de facto (Principato di Monaco)
     Stati non UE privi di controlli di frontiera (San Marino e Città del Vaticano)
L'acquis di Schengen è un insieme di norme e disposizioni, integrate nel diritto dell'Unione europea, volte a favorire la libera circolazione dei cittadini all'interno del cosiddetto Spazio Schengen, regolando i rapporti tra gli Stati che hanno siglato la Convenzione di Schengen.
Il complesso di norme, dette anche accordi di Schengen, prende il nome dalla cittadina di Schengen, in Lussemburgo, al confine con la Francia e la Germania.

## Storia

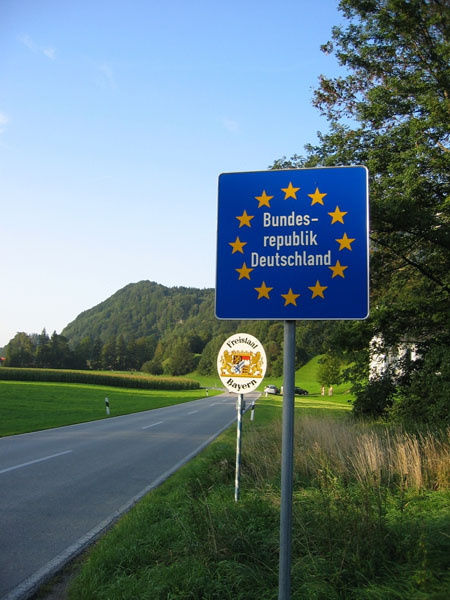
Un tipico cartello Schengen alla frontiera tra Austria e Germania che non prevede posti di controllo.

L'acquis di Schengen si basa sull'accordo di Schengen (14 giugno 1985) e sulla Convenzione di applicazione dell'Accordo di Schengen (19 giugno 1990), firmati dai tre Stati del Benelux, dalla Germania e dalla Francia.
Alla convenzione hanno aderito successivamente diversi Stati membri dell'Unione europea: Italia (1990), Spagna e Portogallo (1991), Grecia (1992), Austria (1995), Danimarca, Finlandia e Svezia (1996).
Il trattato di Amsterdam, entrato in vigore il 1º maggio 1999, ha incorporato il sistema Schengen nell'ambito dell'Unione europea; con la decisione 1999/435/CE del Consiglio dell'Unione europea del 20 maggio 1999 è stato adottato quindi l'elenco degli elementi che compongono l'acquis di Schengen.
L'Irlanda partecipa solo parzialmente all'acquis di Schengen, in quanto è stato mantenuto il controllo delle persone alla frontiera.
Per quanto riguarda l'eliminazione dei controlli alle frontiere degli Stati dell'UE che hanno aderito all'acquis di Schengen devono attendere la decisione del Consiglio dell'Unione europea.
Anche due paesi terzi, l'Islanda e la Norvegia, fanno parte dello spazio di Schengen dal 1996. La loro partecipazione al processo decisionale è tuttavia limitata. La Svizzera ha aderito per le frontiere di terra il 12 dicembre 2008. Il Liechtenstein ha aderito il 19 dicembre 2011. Per tutti questi paesi rimangono in vigore i controlli doganali (sulle merci, anche se trasportate sulla persona).
I nuovi paesi membri UE dal 2004 e dal 2007 sono obbligati a entrare nello spazio Schengen, ma per quattro di essi l'accordo non è ancora entrato in vigore: gli altri paesi UE hanno ottenuto un periodo transitorio prima di avviare la libera circolazione delle persone, inoltre i nuovi paesi membri devono dotarsi di tutte le infrastrutture adeguate a implementare il sistema di informazione Schengen
Il Regno Unito, fino alla sua permanenza nell'UE, e l'Irlanda non hanno aderito al Trattato di Schengen per svariati motivi:
- hanno leggi di immigrazione (in particolare il Regno Unito) differenti e molto più permissive rispetto al resto d'Europa;
- gli organismi di controllo dei passaporti non sono forze di polizia (sono personale civile con poteri limitati), le frontiere esterne Schengen devono essere gestite da polizia o polizia militare;
- i due paesi applicano già il Common Travel Area che rimuove le frontiere tra di loro. Se uno di loro volesse aderire al Trattato di Schengen dovrebbero rinegoziare tale accordo;
- la questione legata alla sovranità sulle Isole del Canale e l'isola di Man (non fanno parte del Regno Unito, ma sono una dipendenza della Corona britannica. Il libero mercato è solo con il Regno Unito);
- entrambi i Parlamenti hanno avuto una certa ostilità sul funzionamento di Schengen.

Tre microstati, Monaco, San Marino e la Città del Vaticano, non hanno firmato il trattato, ma aderiscono indirettamente all'accordo in quanto non hanno barriere doganali rispettivamente con la Francia e con l'Italia, anche se la Città del Vaticano limitatamente all'uscita dallo stesso, in quanto l'ingresso è controllato.

## Descrizione
L'acquis di Schengen comprende:
- l'Accordo di Schengen, firmato il 14 giugno 1985 dagli Stati del Benelux, dalla Germania e dalla Francia;
- la Convenzione di applicazione dell'Accordo di Schengen, firmata il 19 giugno 1990;
- gli accordi di adesione alla Convenzione di applicazione dell'Accordo di Schengen da parte di Italia, Spagna, Portogallo, Grecia, Austria, Danimarca, Finlandia e Svezia;
- le decisioni del Comitato esecutivo e del Gruppo centrale.

Obiettivo degli accordi è favorire la libera circolazione dei cittadini e la lotta alla criminalità organizzata all'interno dello Spazio Schengen, mediante l'abolizione dei controlli alle persone alle frontiere interne tra gli Stati partecipanti e la costituzione di un sistema comune di controllo alle frontiere esterne.
Gli accordi prevedono inoltre una cooperazione giudiziaria e di polizia rafforzata per la lotta alla criminalità, la possibilità per le forze di polizia di intervenire in alcuni casi anche oltre i propri confini (per esempio durante gli inseguimenti di malavitosi) e l'integrazione delle banche dati delle forze di polizia in un database unico, il Sistema di informazione Schengen (SIS).
Al 2025, lo Spazio Schengen comprende 29 paesi che applicano integralmente l'acquis di Schengen (25 Stati membri dell'Unione europea e quattro Stati associati).
La frontiera esterna dello Spazio Schengen (per l'80% marittima e per il 20% terrestre) è lunga più di 50 000 km e comprende centinaia di valichi di frontiera aeroportuali, marittimi e terrestri.